# Subprefectura de Sōya
La Subprefectura de Sōya (宗谷総合振興局 Sōya-sōgō-shinkō-kyoku) és una subprefectura de Hokkaido, Japó. La capital d'aquesta subprefectura és la ciutat de Wakkanai.

## Geografia
La Subprefectura de Sōya es tracta de la divisió administrativa més septentrional de Hokkaido. Sōya limita amb les subprefectures de Rumoi, Kamikawa i amb la d'Okhotsk.

### Municipis
| |          |          |          |
| \| Municipi \| Població \| Extensió \| Densitat \| \| ------------ \| -------- \| -------- \| -------- \| \| Esashi \| 8.578 \| 1.115,67 \| 7,7 \| \| Hamatonbetsu \| 3.841 \| 401,56 \| 9,6 \| \| Horonobe \| 2.415 \| 574,27 \| 4,2 \| \| Nakatonbetsu \| 1.776 \| 398,55 \| 4,5 \| \| Rebun \| 2.651 \| 81,33 \| 33 \| \| Rishiri \| 2.169 \| 76,49 \| 28 \| \| Rishirifuji \| 2.665 \| 105,69 \| 25 \| \| Sarufutsu \| 2.884 \| 590 \| 4,9 \| \| Toyotomi \| 4.054 \| 520,69 \| 7,8 \| \| Wakkanai \| 33.869 \| 761,47 \| 44 \| \| Total \| 75.665 \| 4.050,76 \| 19 \| |          |          |          |
| Municipi | Població | Extensió | Densitat |
| Esashi | 8.578    | 1.115,67 | 7,7      |
| Hamatonbetsu | 3.841    | 401,56   | 9,6      |
| Horonobe | 2.415    | 574,27   | 4,2      |
| Nakatonbetsu | 1.776    | 398,55   | 4,5      |
| Rebun | 2.651    | 81,33    | 33       |
| Rishiri | 2.169    | 76,49    | 28       |
| Rishirifuji | 2.665    | 105,69   | 25       |
| Sarufutsu | 2.884    | 590      | 4,9      |
| Toyotomi | 4.054    | 520,69   | 7,8      |
| Wakkanai | 33.869   | 761,47   | 44       |
| Total | 75.665   | 4.050,76 | 19       |

## Història
- 1897: S'estableix la subprefectura de Sōya.
- 1948: El municipi de Toyotomi, fins llavors pertanyent a la subprefectura de Rumoi, es transferit a la de Sōya.
- 2010: El municipi de Horonobe, fins llavors pertanyent a la subprefectura de Rumoi, es transferit a la de Sōya.